# Slavery Abolition Act 1833
A Lei de Abolição da Escravatura de 1833 (em inglês: Slavery Abolition Act 1833) (3 e 4 Will. IV c. 73), a partir de 1º de agosto de 1834, previa a abolição gradual da escravatura na maior parte do Império Britânico. Esta Lei do Parlamento do Reino Unido foi aprovada pela administração reformadora de Earl Grey e expandiu a jurisdição da Lei do Comércio de Escravos de 1807 e tornou a compra ou propriedade de escravos ilegal dentro do Império Britânico, com exceção dos "Territórios na Posse da Companhia das Índias Orientais", Ceilão (atual Sri Lanka), e Santa Helena. A Lei foi revogada em 1998 como parte de uma racionalização mais ampla da lei estatutária inglesa; no entanto, a legislação antiescravagista posterior permanece em vigor.